# Счастливенское водохранилище
Счастливенское водохранилище (также Счастливое-2; укр. Щасливе-друге) — водохранилище в Бахчисарайском районе Крыма. Расположено на реке Манаготра.
Названо по расположению на северо-востоке села Счастливое. Альтернативное название Счастливое-2 имеет, в связи с находящимся рядом небольшим водохранилищем Счастливое-1.

## История
В 1959—1964 годах, в окрестностях села Счастливое был построен комплекс гидротехнических сооружений, общим объёмом более 12 млн м³, для водоснабжения Большой Ялты. Комплекс включил в себя водохранилища Счастливое-1 на реке Биюк-Узенбаш площадью 1,5 га, Счастливое-2 на реке Манаготра площадью 67 га и Ключевское на ручье Карстовом площадью 0,7 га. Воды трёх водохранилищ собираются в крупнейшем Счастливенском (Счастливое-2), а затем оттуда по гидротоннелю длиной 7216 м перебрасываются на Южный берег Крыма в бассейн Дерекойки. Заполнение Счастливенского водохранилища началось в сентябре 1964 года, а закончилось в мае 1965. В 1980 году к комплексу подключили Загорское водохранилище на реке Кача объёмом около 28 млн м³, воды которого перекачиваются сначала в Счастливенское водохранилище, а затем поступают по гидротоннелю в Ялту.

## Описание
Счастливенское водохранилище расположено на северном лесистом склоне Ай-Петринской яйлы, в верховьях реки Бельбек. Оно создано на месте узкой V-образной долины реки Манатогра.
Максимальная глубина 53 м; средняя глубина — 18 м. Проектный объём водохранилища — 11,8 млн м³. Площадь водного зеркала при НПУ — 0,67 км². Длина водохранилища — 1,5 км, ширина — 0,6 км. Длина береговой линии — 6,6 км. Водохранилище относится к группе естественного стока.
Плотина водохранилища земляная, шириной 8 м и длиной 450 м.

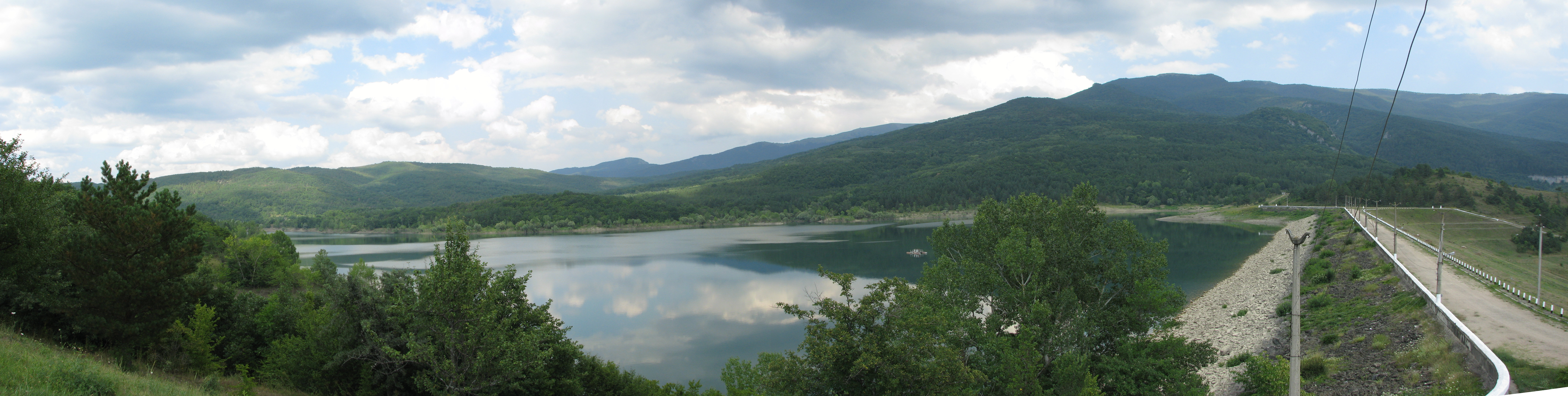
Панорама водохранилища в селе Счастливое, Крым